# Hexatoma (Parahexatoma) teresiae
Hexatoma (Parahexatoma) teresiae is een tweevleugelige uit de familie steltmuggen (Limoniidae). De soort komt voor in het Afrotropisch gebied.